# Bukka White
Bukka White (właśc. Booker T. Washington White, ur. 12 listopada 1906, zm. 26 lutego 1977) – amerykański bluesman, wokalista, gitarzysta reprezentujący country blues i blues Delty.

## Biografia

### Początki kariery do 1944 r.
Urodził się w pobliżu Houston w hrabstwie Chickawaw w stanie Missisipi Ojcem był John White pracujący jako robotnik kolejowy, a matką Lula Davison, wnuczka wielebnego Punka Davisona, który miał farmę pod Houston. Bukka White był jednym z ich siedmiorga dzieci.
Wcześnie zainteresował się muzyką i w 1915 ojciec nauczył go grać na gitarze
Pomiędzy 1915 a 1920 r. mieszkał i pracował na farmie swojego wuja w Brazell. Około 1917 r. nauczył się grać na pianinie. Techniki gry ślizgowej (ang. slide) nauczył go Sam Peterson. Później udoskonalił grę podczas wspólnych występów z Charleyem Pattonem.
W 1920 r. opuścił dom i zamieszkał w St. Louis w stanie Missouri. Pracował poza muzyką, ale gdy tylko mógł, występował w lokalnych barach i klubach.
Po 1921 r. wędrował po Południu występując na zabawach, w salach tanecznych, barach, na ulicach.
W 1930 r. zaczął występować w barach i klubach w Memphis w stanie Tennessee. Poznał wtedy Franka Stokesa, który nauczył go grać na fortepianie.
W 1926 r. występował w stanie Missisipi z własnym zespołem.
26 maja 1930 r. odbyła się jego pierwsza sesja nagraniowa, na której dla firmy Victor Records w Memphis nagrał 14 utworów, w większości o charakterze pieśni spiritual, z których wydano tylko 4. W dwóch wydanych bluesach towarzyszyła mu śpiewając niejaka "Miss Minnie". Ponieważ tego samego dnia w tym samym studiu nagrywała Memphis Minnie, prawdopodobnie to ona wystąpiła pod tym pseudonimem.
 "Po' Boy" należy do utworów nagranych w więzieniu Parchman Farm.
W latach 1934–1935 występował z Goerge'em "Bullet" Williamsem w rejonie West Point.
Następnie przez 2 lata zarabiał jako bokser i gracz jednej z zawodowych baseballowych drużyn w Memphis.
2 września 1937 r. nagrał dla firmy Vocalion Records dwa utwory "Pinebluff Arkansas" i "Shake 'Em on Down". Ten drugi utwór stał się jego wielkim przebojem.
W tym czasie został skazany za zabójstwo w obronie własnej i trafił do więzienia Mississippi State Penitentiary, które przeszło do historii pod nazwą Parchman Farm. Po dwóch latach pobytu w nim, został nagrany dla Biblioteki Kongresu przez Johna Lomaxa i jego syna Alana. Nagrywali oni m.in. White'a w okresie 1937-1939. Utwory skomponowane przez niego w więzieniu, należą do jego najlepszych kompozycji i wyróżniają się wyjątkowo sugestywnymi, poetyckimi tekstami. Dzięki interwencji Lestera Melrose'a w 1940 r. odzyskał wolność.
7 i 8 marca 1940 nagrał 12 bluesów dla firm Vocalion i OKeh Records, z których wszystkie zostały wydane na różnych wydawnictwach, m.in. przez firmę Columbia.
Na początku lat 40. XX w. intensywnie koncertował m.in. w takich miastach jak Cleveland w stanie Ohio, St Louis w stanie Missouri, Detroit w stanie Michigan, Baltimore w stanie Maryland i Chicago w stanie Illinois.
W latach 1942–1944 służył w US Navy, także występując często w różnych rozrywkowych trupach.

### 1944–1977
"Sic'em Dogs". Utwór nagrany w więzieniu
Po skończeniu służby wojskowej zamieszkał w Memphis, gdzie zarobkował w pozamuzycznych pracach, pomagał swojemu najbliższemu kuzynowi B. B. Kingowi w początkach jego kariery oraz od czasu do czasu występował w lokalnych barach i klubach.
Pomiędzy 1944 a 1963 r. występował w lokalnych klubach. W 1963 r. został odnaleziony przez Johna Faheya i ED Densona. Wyjechał wtedy do Kalifornii.
W 1963 r. koncertował w Cabale Club w Berkeley i w Ash Grove w Los Angeles.
W 1963 r. nagrał w Memphis album dla firmy Takoma Records. W listopadzie tego samego roku na trzech sesjach nagraniowych dla firmy Arhoolie Records nagrał w Berkeley 27 utworów.
W 1964 r. dokonał kilku nagrań w Berkeley dla firmy Takoma. W tym samym roku wystąpił na folkowym koncercie na terenie University of California.
W 1965 r. wystąpił na Folk Song '65 Concert, który odbył się w Carnegie Hall w Nowym Jorku. Następnie koncertował w Club 47 w Cambridge w stanie Massachusetts, na Brown University w Providence w stanie Rhode Island.
W latach 1965–1966 występował w Cafe A-Go-Go w Nowym Jorku. Występ z dnia 9 sierpnia 1966 r. został nagrany i wydany przez filię firmy Verve Records – Folkways Records.
W 1966 r. występował na Festival Presents the Blues dla stacji TV CBC w Toronto w Kanadzie, następnie na Newport Folk Festival w Newport w stanie Rhode Island.
W latach 1966–1969 występował na Memphis Blues Festival zorganizowanym w Memphis. Nagrania z występu z 20 lipca 1968 r. zostały wydane na albumie angielskiej firmy Blue Horizon. Jeden z koncertów został pokazany w programie nowojorskiej stacji TV WNDT pod tytułem "Sounds of Summer".
W 1967 r. występował w Avant Garde Coffeehouse w Milwaukee w stanie Wisconsin.
Następnie wziął udział w American Folk Blues Festival, w ramach którego koncertował w Europie.
Później koncertował w Ash Grove w Los Angeles.
W latach 1968–1970 występował w klubie Quiet Knight w Chicago.
W 1968 r. wziął udział w University of Chicago Folk Festival w Chicago. Następnie dokonał w lipcu nagrań dla takich firm jak ASP w Memphis i Blue Horizon także w Memphis. Koncertował także w amerykańskiej ambasadzie w Meksyku. Później pojawił się na Mariposa Folk Festival w Toronto w Kanadzie, występował w Kibitzerii i na Guelph University w Toronto.
W 1969 r. występował w The Onion w Toronto. Następnie pojawił się na W. C. Handy Blues Festival w Memphis, w Ing Hall w Berkeley i w Matrix w San Francisco. W czerwcu i październiku wziął udział w dwu sesjach nagraniowych dla firm Blue Thumb Records i Adelphi Records w Memphis.
W 1970 r. ponownie wziął udział w American Folk Blues Festival, w ramach którego koncertował w Europie. Jego koncert z Frankfurtu został wydany przez firmę Scout. Występował także na Jazz Expo '70 w Londynie.
W latach 1971–1972 brał udział w River City Blues Festival w Memphis. W 1971 r. występował w  Gaslight Club w Nowym Jorku, a następnie na  University of Arkansas Delta Blues Festival w Fayetteville.
W 1972 r. znowu wziął udział w American Folk Blues Festival, w ramach którego koncertował w Wielkiej Brytanii. Następnie nagrywał dla firmy Blues Beacon w Monachium. Później pojawił się w programie Mr Crump's Blues TV WKNO w Memphis. Wziął także udział w sesji nagraniowej dla firmy Albatross Records w Memphis. W tym samym roku wystąpił we francuskich filmach "Blues Under the Skin" i "Out of the Blacks into the Blues".
W 1973 r. występował na Tulane University w Nowym Orleanie w stanie Luizjana. Następnie nagrywał dla firmy Biograph Records w West Memphis w stanie Arkansas. Później wziął udział w New Orleans Jazz & Heritage Festival w Nowym Orleanie.
W latach 1973–1974 wziął udział w Memphis Blues Caravan, z którym podróżował po amerykańskich college'ach Środkowego Zachodu.
W 1974 r. występował w Bethune College w Toronto, a następnie z Juke Boy Bonnerem w lokalnych klubach w Austin w Teksasie. Później wystąpił na Centennial Folk Festival w Winnipeg w Kanadzie oraz na Mariposa Folk Festival w Toronto.
W 1975 r. wziął udział w Berkeley Blues Festival w Berkeley w Kalifornii. Następnie odbył tournée po Niemczech; nagrania z jednego z koncertów ukazały się na albumie wydanym przez firmę Sparkasse in Concert.
W 1976 r. wystąpił w filmach: "Cocksuckers Blues" oraz "The Devil's Music – A History of the Blues.
Z powodu choroby był nieaktywny muzycznie aż do śmierci w dniu 26 lutego 1977 r. Zmarł w City of Memphis Hospital na raka. Został pochowany na New Park Cemetery w Memphis.
Był trzykrotnie żonaty: z Ruby ( w latach 20. XX w.), z Nancy Buchauney (w latach 1933-1946) i z Leolą (od 1964 r.). Miał czworo dzieci.

## Ocena i krytyka
W 1990 r. został wprowadzony do Blues Hall of Fame.
Był znany ze swoich zdolności improwizatorskich. Część jego znanych bluesów została zaimprowizowana w trakcie nagrywania, mówił, że "słyszy bluesa w powietrzu". Twierdził, że stało się to około 1942 r. i spowodowało, iż jego blues stał się bardziej eksperymentalny.
Teksty jego bluesów są bardzo często pozbawione rymów. Używał niewielu poetyckich symboli Roberta Johnsona czy też Son House'a. Miał pewną wrażliwość na sprawy lokalne i bezpośredniość, które łączyły go z Charleyem Pattonem, chociaż jego język był zwykle bardziej prozaiczny i wstrzemięźliwy. Dwa lata, które spędził w Parchman Farm, nie zmienily jego stylu, ale zintensyfikowały jego emocjonalną ekspresję. Jego dosłowne teksty, pozbawione metafor, mogły ograniczyć jego rozwój jako pieśniarza bluesowego, a jednak dzięki doświadczeniu więzienia stał się zdecydowanie bogatszy.
Jego muzyka jest niemal archetypicznym stylem bluesa z Delty. Śpiewał w środkowej tonacji swojego głosu, tonem ciemnym i szorstkim. Jak Patton miał tendencję do poruszania się melodycznie w interwałach pozycji trzeciej lub czwartej, z interwałem ściśle zdefiniowanym i drobnym wokalnym ozdobnikiem. Akompaniował sobie bardzo mocno, niecierpliwie i ciężko. Kciukiem grał na strunach górnych partie basowe, a na dolnych partie melodyczne, zwykle metalową nakładką założoną na małym palcu. Używał otwartego strojenia w E-dur, ale również i strojenia standardowego.
White był jedną z największych osobowości wśród twórców i wykonawców akustycznego wiejskiego bluesa z Missisipi. Grał na metalowej gitarze National, posługując się techniką ślizgową. Styl jego gry był zdecydowanie perkusyjny.
Należał do tych bluesmanów, którzy reprezentowali ustaloną tradycję bluesową, która ich ukształtowała, a równocześnie została ona ukształtowana dzięki ich własnej kreatywnej ekspresji.
Był pod wpływem Charley Pattona. Wywarł wpływ na takich wykonawców jak Richie Havens, B.B. King i Bob Dylan.

## Wybrana dyskografia i filmografia
Płyty/CD
- Mississippi Blues (1964)
- Sky Songs, Vol. 1 (1965)
- Sky Songs, Vol. 2 (1965, wznowienie obu woluminów w 1991 r.)
- Memphis Hot Shots (1968, wznowienie w 2006 r. jako The 1968 Memphis Country Blues Festival/The Complete Blue Horizon Sessions, także utwory Joego Callicotta i Roberta Wilkinsa)
- Legacy of the Blues (1969)
- Parchman Farm Blues 1937-1940 (1969)
- Blues Master, Vol. 4 (1972)
- Baton Rouge Mosby Street (1972)
- The Complete Sessions 1930-1940 (1976)
- Fixin' to Die (2004)